# Zuidzeewulp
De zuidzeewulp (Numenius tahitiensis) is een vogel uit de familie van de strandlopers en snippen (Scolopacidae). 

## Verspreiding en leefgebied
De soort broedt in het westen van Alaska en overwintert op Hawaï en van Micronesië tot in Polynesië.

## Status
De grootte van de populatie is in 2019 geschat op tienduizend volwassen vogels. Op de Rode lijst van de IUCN heeft deze soort de status gevoelig.